# Convolvulus reticulatus
Convolvulus reticulatus är en vindeväxtart. Convolvulus reticulatus ingår i släktet vindor, och familjen vindeväxter.

## Underarter
Arten delas in i följande underarter:
- C. r. reticulatus
- C. r. waltherioides